# Heinrich Behmann

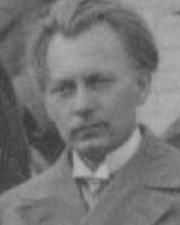
Heinrich Behmann, 1930 in Jena

Heinrich Behmann (* 10. Januar 1891 in Aumund, Hann.; † 3. Februar 1970 in Bremen) war ein deutscher Mathematiker. Er arbeitete insbesondere auf den Gebieten der mengentheoretischen Antinomien und der Prädikatenlogik.
Behmann studierte Mathematik in Tübingen, Leipzig und Göttingen. Im Ersten Weltkrieg erlitt er einen Kopfschuss und wurde mit dem Eisernen Kreuz 2. Klasse ausgezeichnet. Er promovierte 1918 bei David Hilbert, trat zum 1. Mai 1937 der NSDAP bei (Mitgliedsnummer 4.047.354) und wurde 1938 außerordentlicher Professor für Mathematik in Halle (Saale). 1945 wurde er wegen seiner Parteimitgliedschaft entlassen.

## Werke
- Die Antinomie der transfiniten Zahl und ihre Auflösung durch die Theorie von Russell und Whitehead. Dissertation, Göttingen 1918
- Mathematik und Logik. B.G. Teubner, Leipzig 1927